# Христоф Бергнер
Христоф Бергнер (24 листопада 1948 року, Цвіккау, Німеччина) — німецький політичний діяч, член партії ХДС. З 1993 по 1994 роки — прем'єр-міністр землі Саксонія-Ангальт. З 2002 року — член Німецького Бундестагу. З 2005 по 2013 роки — парламентський статс-секретар при Федеральному міністрі внутрішніх справ Німеччини.

## Біографія
У 1961 році, у віці 13 років, переїхав з родиною до Заальфельду (Заале), де він у 1967 році отримав атестат зрілості, зокрема пройшовши курс професійної підготовки скотаря. Далі слідувала військова служба в Національній народній армії, а в період з 1967 по 1971 роки навчання на аграрному факультеті в Єнському університеті імені Фрідріха Шиллера та в Галле-Віттенберзькому університеті імені Мартина Лютера.У 1971 році Бергнер отримав диплом агроінженера. У 1974 році — захистив докторську дисертацію в університеті Галле. У 1974—1990 роках Христоф Бергнер працював науковим співробітником Інституту біохімії рослин Академії наук НДР.
Христоф Бергнер євангельської віри, батько трьох дітей. Його брат Фрідер Бергнер — джазовий музикант.
Партія
У 1971 році Бергнер став членом партії ХДС у НДР. З вересня 1989 року по січень 1990 року брав активну участь в русі «Новий Форум» в Галле. З 1991 по 1993 роки був головою фракції ХДС в парламенті землі. З 1995 по 1998 роки — заступник федерального голови ХДС. У 2006 році став уповноваженим ХДС з питань переселенців та в рамках своєї сфери відповідальності входив до федеральної ради партії.

## Депутатство
З 1990 по 2002 роки Бергнер був депутатом парламенту федеральної землі Саксонія-Ангальт, де в періоди 1991—1993 рр. і 1994—2001 рр. він очолював фракцію ХДС. З 2002 року Христоф Бергнер є депутатом Німецького Бундестагу. До 2013 року він обирався депутатом за партійними списками федеральної землі Саксонія-Ангальт, а у 2013 році отримав прямий мандат у виборчому окрузі Галле. Бергнер є членом комітету з питань Європейського Союзу, а також підкомітету з питань зовнішньої культурної та освітньої політики.

## Державна служба
У 1986—1991 ррю. — член церковної громади ім. Петра в міському районі Крельвітц. У 1990 році три місяці працював на посаді директора Окружного адміністративного відомства в Галле.
Після того, як в грудні 1993 року прем'єр-міністр Саксонії-Ангальт Вернер Мюнх подав у відставку у зв'язку зі скандалом з нібито занадто високими зарплатами міністрів, 2 грудня 1993 року на посаду прем'єр-міністра був обраний Христоф Бергнер. Він отримав 60 голосів «за», що на 6 голосів більше, ніж абсолютна більшість. При цьому в голосуванні брало участь лише 83 зі 106 депутатів: 19 депутатів від фракції соціал-демократичної партії і 2 позафракційні депутати не голосували.
На виборах до парламенту землі в червні 1994 року партнер по коаліції — Вільна демократична партія — зазнала невдачі, не подолавши 5-відсотковий бар'єр, а сама партія ХДС отримала лише 34,4 %, що на 4,6 % менше ніж на виборах в жовтні 1990 року. Наступником Бергнера на посаді прем'єр-міністра 21 липня 1994 року був обраний кандидат від соціал-демократичної партії Райнхард Хеппнер.
На виборах до парламенту землі 26 квітня 1998 року Бергнер очолив список партії. ХДС отримала 22 %, в той час, як соціал-демократи, отримавши 35,9 %, вперше стали найбільшою фракцією.
23 листопада 2005 року, майже відразу після парламентських виборів 2005 року, Христоф Бергнер був призначений Парламентським статс-секретарем при Федеральному міністрові внутрішніх справ в Першому уряді Меркель. З лютого 2006 року по грудень 2013 року Христоф Бергнер був уповноваженим федерального уряду з питань переселенців та національних меншин. З 2011 року по грудень 2013 року — уповноваженим з питань нових федеральних земель.

## Громадська діяльність
Христоф Бергнер є членом або головою багатьох об'єднань і спілок, зокрема:
- Президент спортивного клубу Галле;
- Голова об'єднання друзів і меценатів вищої євангельської школи церковної музики в Галле;
- Голова об'єднання сприяння зоні відпочинку в місті Петерсберг;
- Голова Німецько-Румунського Форуму.

## Напрямки політичної діяльності

### Освітня політика
Політичний шлях Бергнера в парламенті федеральної землі Саксонії-Ангальт почався в ролі доповідача фракції з питань політичної освіти. Зокрема, він присвятив себе відновленню вищих навчальних закладів після розпаду НДР. Одна з тем, що залишилися з тих часів, — це професори перехідного періоду.

### Пам'ять про геноцид Вірменського народу
У 2005 році пан Бергнер привернув увагу Німеччини та Європи до ініційованого ним проекту резолюції про геноцид вірменського народу, приуроченому до 90-ого Дня пам'яті цих подій. З 1916 року жоден німецький парламент не займався цим питанням. «Вірменська резолюція» стала причиною палких дебатів як в Туреччині, так і в німецько-турецьких громадах, що призвело до того, що Німецький Бундестаг прийняли резолюцію без єдиного голосу «проти». За тиждень до сотого Дня Пам'яті Бергнер висловився за те, щоб називати події тих часів ніяк інакше як «геноцид». (… «я проти будь-яких спроб уникнути слово „геноцид“ у тексті заяви з метою применшення того, що відбулося 100 років тому» . Незадовго після цього коаліційні фракції й уряд прийняли слово «геноцид» у остаточному тексті проекту резолюції, яка була прийнята Німецьким Бундестагом в сотий День Пам'яті.

### Політика щодо меншин
Основним напрямком його роботи протягом багатьох років були питання, що стосуються чотирьох національних меншин, а також німців, які проживають на території східної та середньої Європи, в країнах колишнього Радянського Союзу, а також питання ранніх і пізніх переселенців. В рамках цього напрямку він керував двосторонніми міжурядовими комісіями і працював над поліпшенням становища меншин. Так, наприклад, за його ініціативи було відновлено формат круглих столів з Польщею, присвячених питанням національних меншин.

## Нагороди
- 2005 рік — нагорода Німецького спортивного об'єднання «Pro Ehrenamt»
- 2010 рік — призначення представником російських німців Асоціацією з інтеграції етнічних переселенців (російських німців).
- 2011 рік — медаль «Cordi Poloniae» Пакту польських організацій в Німеччині
- 2012 рік — Казахська ювілейна медаль
- 2012 рік — Золотий Знак Пошани Демократичного форуму німців в Банат
- 2013 рік — Золотий почесний знак Співдружності німців з Росії
- 2013 — Національний Орден Зірки Румунії в ранзі офіцера
- 2013 — Середній Хрест угорського ордена «За заслуги»
- 2014 року — Почесна Зірка Федерації трансільванських саксів за видатні заслуги

## Уряди
- Уряд Бергнера
- Уряд Меркель I та уряд Меркель II

## Праці
- Спільно з Матіасом Вебером: Політика щодо переселенців і меншин в Німеччині. Підсумки і перспективи. Праці Федерального інституту культури та історії німців у Східній Європі, Том 38. Мюнхен 2009. ISBN 9783486590173 [2]
- Спільно з Карлом Іоганном Блідалом: примирення, інтсрументалізація і образа. «Запит вірмен» у 2005 році і політична воля в Німеччині щодо Геноциду вірмен. Брискина Мюллер / Дрост Абгаржіна / Мейснер: Логотипи в діалозі. У пошуках ортодоксії. Дослідження, проведені в пам'ять про Херманн Гольц. Мюнстер, 2011 ISBN 9783643110275
- Кінець НДР. В: Боле, Пітер (ред.): Пережита історія НДР — відомості сучасників. Берлін, 2014. Крістоф Лінкс, С. 193—208. ISBN 978-3861537892
- «Щілинні професора» — про роль політики у вирішенні проблеми пенсійного забезпечення викладачів університетів у нових федеральних землях. Дослідження і теорія. 6/2014. [3]
- Спільно з Ханс Зехетмейром: німецька мову як мова ідентичності німецьких меншини. Мюнхен 2014. ISBN 978-3-88795-438-3 [4]
- Сучасне Brotgelehrtentum. Наукова етика і політика науки в науковому товаристві. — 10 дисертацій. В: Дослідження і теорія 9/2004. [5]